# معلقرة
مَعَلْقَرَة (بالتركية: معلقره Malkara) هي مديرية، ومدينة قديمة، ومستوطنة، في تركيا، تقع في تكرطاغ، بلغ عدد سكانها 52,758 نسمة وذلك حسب إحصائيات سنة 2018، تبلغ مساحتها 1,178.2 كيلومتر مربع.